# J.D. Evermore
J.D. Evermore (5 novembre 1968) è un attore statunitense.

## Filmografia parziale

### Cinema
- Qui dove batte il cuore (Where The Heart Is), regia di Matt Williams (2000)
- Un sogno, una vittoria (The Rookie), regia di John Lee Hancock (2002)
- Rolling Kansas, regia di Thomas Haden Church (2003)
- Quando l'amore brucia l'anima - Walk the Line (Walk the Line), regia di James Mangold (2005)
- Waiting..., regia di Rob McKittrick (2005)
- Glory Road, regia di James Gartner (2006)
- The Guardian - Salvataggio in mare (The Guardian), regia di Andrew Davis (2006)
- The Great Debaters - Il potere della parola (The Great Debaters), regia di Denzel Washington (2007)
- Deal, regia di Gil Cates Jr. (2008)
- Stop-Loss, regia di Kimberly Peirce (2008)
- Colpo di fulmine - Il mago della truffa (I Love You Phillip Morris), regia di John Requa e Glenn Ficarra (2009)
- Il cattivo tenente - Ultima chiamata New Orleans (Bad Lieutenant: Port of Call New Orleans), regia di Werner Herzog (2009)
- Alabama Moon, regia di Tim McCanlies (2009)
- The Chameleon, regia di Jean-Paul Salomé (2010)
- Jonah Hex, regia di Jimmy Hayward (2010)
- Professione assassino (The Mechanic), regia di Simon West (2011)
- Seconds Apart, regia di Antonio Negret (2011)
- The Chaperone - In gita per caso (The Chaperone), regia di Stephen Herek (2011)
- 51, regia di Jason Connery (2011)
- Never Back Down - Combattimento letale (Never Back Down 2: The Beatdown), regia di Michael Jai White (2011)
- Solo per vendetta (Seeking Justice), regia di Roger Donaldson (2011)
- Amicizia a rischio (Inside Out), regia di Artie Mandelberg (2011)
- A casa con Jeff (Jeff, Who Lives at Home), regia di Jay Duplass e Mark Duplass (2011)
- Transit, regia di Antonio Negret (2012)
- Philly Kid, regia di Jason Connery (2012)
- The Paperboy, regia di Lee Daniels (2012)
- Candidato a sorpresa (The Campaign), regia di Jay Roach (2012)
- The Baytown Outlaws - I fuorilegge (The Baytown Outlaws), regia di Barry Battles (2012)
- Stolen, regia di Simon West (2012)
- Django Unchained, regia di Quentin Tarantino (2012)
- Broken City, regia di Allen Hughes (2013)
- The Host, regia di Andrew Niccol (2013)
- 12 anni schiavo (12 Years a Slave), regia di Steve McQueen (2013)
- Dallas Buyers Club, regia di Jean-Marc Vallée (2013)
- Nothing Left to Fear, regia di Anthony Leonardi III (2013)
- Affari di famiglia (Bad Country), regia di Chris Brinker (2014)
- Apes Revolution - Il pianeta delle scimmie (Dawn of the Planet of the Apes), regia di Matt Reeves (2014)
- Get on Up - La storia di James Brown (Get on Up), regia di Tate Taylor (2014)
- Il tempo di vincere (When the Game Stands Tall), regia di Thomas Carter (2014)
- Wild, regia di Jean-Marc Vallée (2014)
- 99 Homes, regia di Ramin Bahrani (2014)
- Contagious - Epidemia mortale (Maggie), regia di Henry Hobson (2015)
- L'ultima parola - La vera storia di Dalton Trumbo (Trumbo), regia di Jay Roach (2015)
- The Program, regia di Stephen Frears (2015)
- Deepwater - Inferno sull'oceano (Deepwater Horizon), regia di Peter Berg (2016)
- La legge della notte (Live by Night), regia di Ben Affleck (2016)
- Assassination Nation, regia di Sam Levinson (2018)
- First Man - Il primo uomo (First Man), regia di Damien Chazelle (2018)
- Palmer, regia di Fisher Stevens (2021)

### Televisione
- Walker Texas Ranger (Walker, Texas Ranger) – serie TV, 4 episodi (1998-2001)
- Un bianco Natale a Beverly Hills (Snow Wonder) – film TV (2005)
- Più forte del pregiudizio (Not Like Everyone Else) – film TV (2006)
- Prison Break – serie TV, 2 episodi (2006)
- Ruffian – film TV (2007)
- Treme – serie TV, 6 episodi (2010-2013)
- Rectify – serie TV, 26 episodi (2013-2016)
- True Detective – serie TV, 6 episodi (2014)
- The Walking Dead – serie TV, 4 episodi (2014)
- Cloak & Dagger – serie TV, 14 episodi (2018-2019)
- The Purge – serie TV, 2 episodi (2019)
- Cinque giorni al Memorial (Five Days at Memorial) – serie TV, 5 episodi (2022)

## Doppiatori italiani
Nelle versioni in italiano delle opere in cui ha recitato, J.D. Evermore è stato doppiato da:
- Sergio Lucchetti in Rectify, True Detective
- Emidio La Vella in Django Unchained
- Dario Oppido in La legge della notte
- Marco Vivio in Deepwater - Inferno sull'oceano
- Luca Semeraro in The Purge